# Indeks (burza)
Burzovni indeks je vrsta gospodarskog indeksa koji mjeri tržište dionica ili njegov segment, a pomaže ulagačina pri uspoređivanju trenutne razine cijena s prošlim cijenama radi izračunavanja tržišnog učinka. Izračunava se pomoću cijena odabranih dionica, u pravilu njihove ponderirane aritmetičke sredine.
Indeksi moraju zadovoljavati dva temeljna kriterija: uloživost i transparentnost metoda njihovog sastavljanja. Ulagači mogu uložiti u burzovni indeks preko indeksnih fondova koji su strukturirani kao uzajamni fondovi (mutual fund) ili fondovi kojima se trguje na burzi, tj. indeksni vrijednosni papiri (eng. Exchange Traded Fund, ETF) i koji "slijede" kakav indeks. Ako postoji razlika između indeksa i performanse indeksnog fonda, ta razlika naziva se "pogreškom slijeđenja" (eng. tracking error). Pojedini burzovni indeksi odabirom dionica mogu slijediti tržište kakvog gospodarskog sektora, određene burze, skupinu tvrtaka prema njihovoj veličini ili prema načinu njihovog upravljanja, prema geografskim odrednicama kao što su tržište koje države, regije ili cijelog svijeta, itd.

## Vanjske poveznice
- Zagrebačka burza

## Navodi
1. ↑  Caplinger, Dan. 18. siječnja 2020. What Is a Stock Market Index?. The Motley Fool
2. ↑  Lo, Andrew W. 2016. What Is an Index?. Journal of Portfolio Management. 42 (2): 21–36. doi:10.3905/jpm.2016.42.2.021
3. ↑  Jasminka Novak, ur. 2005. Englesko-hrvatski glosar bankarstva, osiguranja i ostalih financijskih usluga (PDF). Ministarstvo vanjskih poslova i europskih integracija Republike Hrvatske. Pristupljeno 1. svibnja 2021.. Exchange Traded Funds (ETFs) fondovi kojima se trguje na burzi; indeksni vrijednosni papiri